# Ambarijeby
Ambarijeby est une commune rurale malgache située dans la partie nord-ouest de la région de Sofia.